# Bellefosse
Bellefosse är en kommun i departementet Bas-Rhin i regionen Grand Est (tidigare regionen Alsace) i nordöstra Frankrike. Kommunen ligger i kantonen Schirmeck som tillhör arrondissementet Molsheim. År 2022 hade Bellefosse 170 invånare.

## Befolkningsutveckling
Antalet invånare i kommunen Bellefosse
| Referens: INSEE |